# Francis Thompson
Francis Thompson (1859-1907) foi um poeta católico inglês, Ele morreu de tuberculose, com 48 anos de idade. Seu trabalho mais conhecido é o poema "The Hound of Heaven" (O Cão do Céu).